# George Holmes (Pokerspieler)
George Holmes (* 1971 oder 1972) ist ein US-amerikanischer Pokerspieler.

## Persönliches
Holmes stammt aus New Jersey und lebt in Atlanta. Er arbeitet in der Kreditkartenabwicklung.

## Pokerkarriere
Holmes lernte das Spiel in wöchentlichen privaten Pokerrunden. Seine erste Geldplatzierung bei einem Live-Pokerturnier erzielte er Anfang Juli 2019 bei der World Series of Poker (WSOP) im Rio All-Suite Hotel and Casino in Paradise am Las Vegas Strip. Dort belegte er im Main Event, das in der Variante No Limit Hold’em gespielt wird, den mit über 50.000 US-Dollar dotierten 213. Platz. Im November 2021 spielte der Amerikaner erneut das WSOP-Main-Event. Nachdem er am siebten Turniertag nach einer verlorenen Hand nur noch einen Big Blind zur Verfügung gehabt hatte, erreichte er mit dem zweitgrößten Chipstack den Finaltisch, der am 16. und 17. November 2021 gespielt wurde. Dort erreichte Holmes das finale Heads-Up gegen Koray Aldemir und übernahm dort zwischenzeitlich den Chiplead, musste sich dem Deutschen aber letztlich geschlagen geben und erhielt für seinen zweiten Platz ein Preisgeld von 4,3 Millionen US-Dollar.
Insgesamt hat sich Holmes mit Poker bei Live-Turnieren knapp 4,5 Millionen US-Dollar erspielt.